# Guacara (città)
Guacara è una città del Venezuela situata nello Stato di Carabobo e in particolare nel comune di Guacara.